# یاسمین المصری
یاسمین المصری (فرانسوی: Yasmine Al Massri‎؛ زادهٔ ۲۱ نوامبر ۱۹۷۸) یک هنرپیشه اهل لبنان است.
از فیلم‌ها یا برنامه‌های تلویزیونی که وی در آنها نقش داشته‌است می‌توان به کارامل، میرال و کوانتیکو اشاره کرد.